# باشگاه فوتبال لس آنجلس فورس
باشگاه فوتبال لس آنجلس فورس یک باشگاه فوتبال حرفه‌ای آمریکایی مستقر در لس آنجلس، کالیفرنیا است که در انجمن ملی فوتبال مستقل (NISA) بازی می‌کند.